# Elezioni comunali in Sardegna del 1998
Il 24 maggio 1998 (con ballottaggio il 7 giugno) e il 29 novembre (con ballottaggio il 13 dicembre) in Sardegna si tennero le elezioni per il rinnovo di numerosi consigli comunali.

## Riepilogo Sindaci Eletti
| Provincia | Comune   | Sindaco uscente | Sindaco uscente     | Sindaco eletto | Sindaco eletto        | Primo turno | Primo turno         | Secondo turno | Secondo turno | Seggi   |   |   |         |
| --------- | -------- | --------------- | ------------------- | -------------- | --------------------- | ----------- | ------------------- | ------------- | ------------- | ------- | - | - | ------- |
| Provincia | Comune   | Cagliari        | Cagliari            |                | Mariano Delogu (AN)   |             | Mariano Delogu (AN) | 58.096        | 56,70         | Seggi   | _ | _ | 20 / 40 |
| Selargius |          | Cagliari        | Antonio Melis (SDI) |                | Ilario Contu (AN)     | 5.855       | 37,91               | 6.523         | 52,67         | 12 / 20 |   |   |         |
| Sassari   | Alghero  |                 | Carlo Sechi (Ind.)  |                | Antonio Baldino (PPI) | 9.210       | 33,98               | 12.720        | 55,89         | 18 / 30 |   |   |         |
| Oristano  | Oristano |                 | Mariano Scarpa (DS) |                | Piero Ortu (Ind.)     | 8.591       | 41,84               | 10.026        | 65,42         | 24 / 40 |   |   |         |

## Elezioni del maggio 1998

### Provincia di Cagliari

#### Cagliari
|                                         | Mariano Delogu ✔️ Sindaco | 58 096               | 56,70 | Forza Italia            | 25 721 | 29,62 | 13 |  |  |
| Alleanza Nazionale                      | Mariano Delogu ✔️ Sindaco | 58 096               | 56,70 | 11 705                  | 13,48  | 5     |    |  |  |
| Centro Cristiano Democratico            | Mariano Delogu ✔️ Sindaco | 58 096               | 56,70 | 5 310                   | 6,11   | 2     |    |  |  |
|                                         | Rita Carboni              | 28 419               | 27,74 | Democratici di Sinistra | 9 692  | 11,16 | 5  |  |  |
| Partito Popolare Italiano               | Rita Carboni              | 28 419               | 27,74 | 5 165                   | 5,95   | 2     |    |  |  |
| Federazione Democratica - SDI           | Rita Carboni              | 28 419               | 27,74 | 3 619                   | 4,17   | 2     |    |  |  |
| Partito della Rifondazione Comunista    | Rita Carboni              | 28 419               | 27,74 | 3 396                   | 3,91   | 1     |    |  |  |
| Federazione dei Verdi                   | Rita Carboni              | 28 419               | 27,74 | 2 135                   | 2,46   | 1     |    |  |  |
| Rinnovamento Italiano                   | Rita Carboni              | 28 419               | 27,74 | 1 866                   | 2,15   | 1     |    |  |  |
| Costituente Sardista                    | Rita Carboni              | 28 419               | 27,74 | 1 533                   | 1,77   | –     |    |  |  |
| Seggio di coalizione                    | Seggio di coalizione      | Seggio di coalizione | 27,74 | 1                       |        |       |    |  |  |
|                                         | Nicola Grauso             | 14 826               | 14,47 | Nuovo Movimento         | 6 690  | 7,70  | 3  |  |  |
| Cristiano Democratici per la Repubblica | Nicola Grauso             | 14 826               | 14,47 | 4 529                   | 5,21   | 2     |    |  |  |
| Partito Sardo d'Azione                  | Nicola Grauso             | 14 826               | 14,47 | 2 430                   | 2,80   | 1     |    |  |  |
| Partito Socialista                      | Nicola Grauso             | 14 826               | 14,47 | 1 224                   | 1,41   | –     |    |  |  |
| Cristiani Democratici Uniti             | Nicola Grauso             | 14 826               | 14,47 | 1 027                   | 1,18   | –     |    |  |  |
| Seggio di coalizione                    | Seggio di coalizione      | Seggio di coalizione | 14,47 | 1                       |        |       |    |  |  |
|                                         | Giampaolo Benone          | 566                  | 0,55  | Sardigna Natzione       | 451    | 0,52  | –  |  |  |
|                                         | Marco Melis               | 547                  | 0,53  | Lista Civica            | 357    | 0,41  | –  |  |  |
| Totale                                  | Totale                    | 102 454              | 100   |                         | 86 850 | 100   | 40 |  |  |
|                                         |                           |                      |       |                         |        |       |    |  |  |
| Fonte: Ministero dell'interno           |                           |                      |       |                         |        |       |    |  |  |

### Provincia di Oristano

#### Oristano
| Candidati                            | Candidati             | II turno             | II turno        | I turno | I turno | Liste                                   | Voti   | %     | Seggi |
| Candidati                            | Candidati             | Voti                 | %               | Voti    | %       | Liste                                   | Voti   | %     | Seggi |
| ------------------------------------ | --------------------- | -------------------- | --------------- | ------- | ------- | --------------------------------------- | ------ | ----- | ----- |
|                                      | Piero Ortu ✔️ Sindaco | 10 026               | 65,42           | 8 591   | 41,84   | Cristiano Democratici per la Repubblica | 2 081  | 10,69 | 6     |
| Cristiani Democratici Uniti          | Piero Ortu ✔️ Sindaco | 10 026               | 65,42           | 8 591   | 41,84   | 1 617                                   | 8,30   | 5     |       |
| Centro Liberal Democratico           | Piero Ortu ✔️ Sindaco | 10 026               | 65,42           | 8 591   | 41,84   | 1 387                                   | 7,12   | 4     |       |
| Partito Sardo d'Azione               | Piero Ortu ✔️ Sindaco | 10 026               | 65,42           | 8 591   | 41,84   | 1 241                                   | 6,37   | 4     |       |
| Rinnovamento Italiano                | Piero Ortu ✔️ Sindaco | 10 026               | 65,42           | 8 591   | 41,84   | 1 212                                   | 6,22   | 3     |       |
| Socialisti Democratici Italiani      | Piero Ortu ✔️ Sindaco | 10 026               | 65,42           | 8 591   | 41,84   | 812                                     | 4,17   | 2     |       |
|                                      | Mariano Scarpa        | 5 299                | 34,58           | 5 611   | 27,33   | Partito Popolare Italiano               | 2 627  | 13,49 | 3     |
| Democratici di Sinistra              | Mariano Scarpa        | 5 299                | 34,58           | 5 611   | 27,33   | 2 045                                   | 10,50  | 3     |       |
| Partito della Rifondazione Comunista | Mariano Scarpa        | 5 299                | 34,58           | 5 611   | 27,33   | 799                                     | 4,10   | 1     |       |
| Seggio di coalizione                 | Seggio di coalizione  | Seggio di coalizione | 34,58           | 5 611   | 27,33   | 1                                       |        |       |       |
|                                      | Giovanni Salis        | Giovanni Salis       | Giovanni Salis  | 5 051   | 24,60   | Alleanza Nazionale                      | 2 354  | 12,09 | 3     |
| Forza Italia                         | Giovanni Salis        | Giovanni Salis       | Giovanni Salis  | 5 051   | 24,60   | 2 309                                   | 11,86  | 3     |       |
| Seggio di coalizione                 | Seggio di coalizione  | Seggio di coalizione | Giovanni Salis  | 5 051   | 24,60   | 1                                       |        |       |       |
|                                      | Domenico Cugusi       | Domenico Cugusi      | Domenico Cugusi | 955     | 4,65    | Lista Civica                            | 705    | 3,62  | –     |
| Seggio di coalizione                 | Seggio di coalizione  | Seggio di coalizione | Domenico Cugusi | 955     | 4,65    | 1                                       |        |       |       |
|                                      | Andrea Atzori         | Andrea Atzori        | Andrea Atzori   | 324     | 1,58    | Federazione dei Verdi                   | 282    | 1,45  | –     |
| Totale                               | Totale                | 15 325               | 100             | 20 532  | 100     |                                         | 19 471 | 100   | 40    |
|                                      |                       |                      |                 |         |         |                                         |        |       |       |
| Fonte: Ministero dell'interno        |                       |                      |                 |         |         |                                         |        |       |       |

### Provincia di Sassari

#### Alghero
| Candidati                       | Candidati                  | II turno             | II turno        | I turno | I turno | Liste                                | Voti   | %     | Seggi |
| Candidati                       | Candidati                  | Voti                 | %               | Voti    | %       | Liste                                | Voti   | %     | Seggi |
| ------------------------------- | -------------------------- | -------------------- | --------------- | ------- | ------- | ------------------------------------ | ------ | ----- | ----- |
|                                 | Antonio Baldino ✔️ Sindaco | 12 720               | 55,89           | 9 210   | 33,98   | Partito Popolare Italiano            | 3 267  | 12,97 | 7     |
| Democratici di Sinistra         | Antonio Baldino ✔️ Sindaco | 12 720               | 55,89           | 9 210   | 33,98   | 2 229                                | 8,85   | 5     |       |
| Federazione Democratica         | Antonio Baldino ✔️ Sindaco | 12 720               | 55,89           | 9 210   | 33,98   | 1 631                                | 6,48   | 3     |       |
| Partito Sardo d'Azione          | Antonio Baldino ✔️ Sindaco | 12 720               | 55,89           | 9 210   | 33,98   | 1 115                                | 4,43   | 2     |       |
| Socialisti Democratici Italiani | Antonio Baldino ✔️ Sindaco | 12 720               | 55,89           | 9 210   | 33,98   | 837                                  | 3,32   | 1     |       |
|                                 | Carlo Sechi                | 10 038               | 44,11           | 6 430   | 23,72   | Sardenya i Llibertat                 | 3 130  | 12,43 | 2     |
| Lista Civica di Sinistra        | Carlo Sechi                | 10 038               | 44,11           | 6 430   | 23,72   | 2 357                                | 9,36   | 1     |       |
| Seggio di coalizione            | Seggio di coalizione       | Seggio di coalizione | 44,11           | 6 430   | 23,72   | 1                                    |        |       |       |
|                                 | Antonio Fonnesu            | Antonio Fonnesu      | Antonio Fonnesu | 5 811   | 21,44   | Forza Italia                         | 3 558  | 14,13 | 2     |
| Alleanza Nazionale              | Antonio Fonnesu            | Antonio Fonnesu      | Antonio Fonnesu | 5 811   | 21,44   | 2 221                                | 8,82   | 1     |       |
| Seggio di coalizione            | Seggio di coalizione       | Seggio di coalizione | Antonio Fonnesu | 5 811   | 21,44   | 1                                    |        |       |       |
|                                 | Antonio Usai               | Antonio Usai         | Antonio Usai    | 3 002   | 11,08   | CCD - CDU                            | 2 443  | 9,70  | 1     |
| Seggio di coalizione            | Seggio di coalizione       | Seggio di coalizione | Antonio Usai    | 3 002   | 11,08   | 1                                    |        |       |       |
|                                 | Enrico Loffredo            | Enrico Loffredo      | Enrico Loffredo | 2 653   | 9,79    | Partito della Rifondazione Comunista | 1 044  | 4,14  | 1     |
| Lista Civica                    | Enrico Loffredo            | Enrico Loffredo      | Enrico Loffredo | 2 653   | 9,79    | 868                                  | 3,45   | –     |       |
| Sardigna Natzione               | Enrico Loffredo            | Enrico Loffredo      | Enrico Loffredo | 2 653   | 9,79    | 488                                  | 1,94   | –     |       |
| Seggio di coalizione            | Seggio di coalizione       | Seggio di coalizione | Enrico Loffredo | 2 653   | 9,79    | 1                                    |        |       |       |
| Totale                          | Totale                     | 22 758               | 100             | 27 106  | 100     |                                      | 25 188 | 100   | 30    |
|                                 |                            |                      |                 |         |         |                                      |        |       |       |
| Fonte: Ministero dell'interno   |                            |                      |                 |         |         |                                      |        |       |       |

## Elezioni del novembre 1998

### Provincia di Cagliari

#### Selargius
| Candidati                            | Candidati               | II turno             | II turno           | I turno | I turno | Liste                   | Voti   | %     | Seggi |
| Candidati                            | Candidati               | Voti                 | %                  | Voti    | %       | Liste                   | Voti   | %     | Seggi |
| ------------------------------------ | ----------------------- | -------------------- | ------------------ | ------- | ------- | ----------------------- | ------ | ----- | ----- |
|                                      | Ilario Contu ✔️ Sindaco | 6 523                | 52,67              | 5 855   | 37,91   | Forza Italia            | 2 105  | 15,65 | 5     |
| Alleanza Nazionale                   | Ilario Contu ✔️ Sindaco | 6 523                | 52,67              | 5 855   | 37,91   | 1 185                   | 8,81   | 3     |       |
| Cristiano Democratici                | Ilario Contu ✔️ Sindaco | 6 523                | 52,67              | 5 855   | 37,91   | 1 140                   | 8,47   | 2     |       |
| Lista Civica                         | Ilario Contu ✔️ Sindaco | 6 523                | 52,67              | 5 855   | 37,91   | 902                     | 6,70   | 2     |       |
|                                      | Franco Cambia           | 5 862                | 47,33              | 4 046   | 26,19   | Lista Civica            | 1 256  | 9,34  | 2     |
| Centro Cristiano Democratico         | Franco Cambia           | 5 862                | 47,33              | 4 046   | 26,19   | 879                     | 6,53   | 1     |       |
| Partito Popolare Italiano            | Franco Cambia           | 5 862                | 47,33              | 4 046   | 26,19   | 595                     | 4,42   | –     |       |
| Unione Democratica per la Repubblica | Franco Cambia           | 5 862                | 47,33              | 4 046   | 26,19   | 444                     | 3,30   | –     |       |
| Partito Sardo d'Azione               | Franco Cambia           | 5 862                | 47,33              | 4 046   | 26,19   | 380                     | 2,82   | –     |       |
| Rinnovamento Italiano                | Franco Cambia           | 5 862                | 47,33              | 4 046   | 26,19   | 177                     | 1,32   | –     |       |
| Seggio di coalizione                 | Seggio di coalizione    | Seggio di coalizione | 47,33              | 4 046   | 26,19   | 1                       |        |       |       |
|                                      | Nazzareno Pacifico      | Nazzareno Pacifico   | Nazzareno Pacifico | 3 887   | 25,17   | Democratici di Sinistra | 1 489  | 11,07 | 2     |
| Federazione Democratica              | Nazzareno Pacifico      | Nazzareno Pacifico   | Nazzareno Pacifico | 3 887   | 25,17   | 1 242                   | 9,23   | 1     |       |
| Lista Ecologica                      | Nazzareno Pacifico      | Nazzareno Pacifico   | Nazzareno Pacifico | 3 887   | 25,17   | 303                     | 2,25   | –     |       |
| Partito della Rifondazione Comunista | Nazzareno Pacifico      | Nazzareno Pacifico   | Nazzareno Pacifico | 3 887   | 25,17   | 250                     | 1,86   | –     |       |
| Seggio di coalizione                 | Seggio di coalizione    | Seggio di coalizione | Nazzareno Pacifico | 3 887   | 25,17   | 1                       |        |       |       |
|                                      | Rita Corda              | Rita Corda           | Rita Corda         | 871     | 5,64    | Federazione dei Verdi   | 414    | 3,08  | –     |
| Socialisti Democratici Italiani      | Rita Corda              | Rita Corda           | Rita Corda         | 871     | 5,64    | 185                     | 1,38   | –     |       |
|                                      | Cosetta Melis           | Cosetta Melis        | Cosetta Melis      | 787     | 5,10    | Nuovo Movimento         | 507    | 3,77  | –     |
| Totale                               | Totale                  | 12 385               | 100                | 15 446  | 100     |                         | 13 453 | 100   | 20    |
|                                      |                         |                      |                    |         |         |                         |        |       |       |
| Fonte: Ministero dell'interno        |                         |                      |                    |         |         |                         |        |       |       |